# Mezei árvácska
A mezei árvácska (Viola arvensis) az ibolyafélék családjába tartozó, a vetésekben gyakori gyomnövényfaj.

## Termőhelye
A dombvidékektől egészen az alhavasi övbe felhatol. Egyaránt megterem a kertekben, a szőlőkben, a szántókon, az utak mentén. Leginkább a kötött, mérsékelten száraz, sok ásványi tápanyagot és kevés humusz tartalmazó, nem savanyú vályog- és agyagtalajokon érzi jól magát.

## Jellemzői
Alsó szárlevelei nyelesek, elliptikusak, a csúcsuk sokszor lekerekített, széleik durván fogasak vagy csipkések. A felső szárlevelek keskeny elliptikusak vagy lándzsásak, ugyancsak fogazottak. Nagy pálhalevelei gyakran szárnyasan osztottak.
Virágai zigomorfok. Az öt, többnyire világoszöld csészelevél szabad, függelékkel együtt 6–12 mm hosszú. Az öt szabad sziromlevélből a  felső kettő színe a fehértől a kékesig, az alsó a fehértől a sárgásig változhat. A legalsón kiszélesedő, sárga folt és egy legfeljebb 16 mm-es sarkantyú is van. Az öt porzólevél porzószála rövid, az alapján megvastagszik, a két alsón egy-egy bunkó alakú nyúlvánnyal. A felső állású magház három termőlevélből fejlődhet. A virágok egyesével állnak vagy másodmagukkal a levelek hónaljában erednek.
Termése három kopáccsal felpattanó toktermés.